# Mistshenkoana abbreviata
Mistshenkoana abbreviata är en insektsart som beskrevs av Andrej Vasiljevitj Gorochov 2007. Mistshenkoana abbreviata ingår i släktet Mistshenkoana och familjen syrsor. Inga underarter finns listade i Catalogue of Life.